# The Wanted Life
The Wanted Life es un reality show estadounidense protagonizado por la banda británica-irlandesa The Wanted. Anunciada el 6 de febrero de 2013, THe Wanted Life sigue a la banda mientras graban su tercer álbum y planean su primera gira mundial, la serie se estrenó el 2 de junio de 2013 a las 10 p. m. en Estados Unidos por la cadena E!, en Latinoamérica se estrenará el 5 de agosto de 2013.
A pesar de obtener 600,000 espectadores en el estreno, The Wanted Life fue capaz de lograr una audiencia de 1,7 millones después de tres reestrenos de la serie a lo largo de la misma noche.

## Reparto

### Principales
| Nombre          | Temporada | Notas                                                                    |
| --------------- | --------- | ------------------------------------------------------------------------ |
| Max George      | 1-        | Max es un miembro del grupo The Wanted. Es conocido como "ladies's man". |
| Jay McGuinness  | 1-        | Jay es la parte animal del grupo The Wanted.                             |
| Tom Parker      | 1-        | Tom es el miembro con más edad del grupo The Wanted.                     |
| Nathan Sykes    | 1-        | Nathan es el miembro más joven del grupo The Wanted.                     |
| Siva Kaneswaran | 1-        | Siva es un exmodelo irlandés y ahora miembro del grupo The Wanted.       |

### Recurrentes
| Nombre             | Temporada | Notas                                                                                              |
| ------------------ | --------- | -------------------------------------------------------------------------------------------------- |
| Nareesha McCaffrey | 1-        | Nareesha es la novia de Siva y una diseñadora de calzado. Se llama a sí misma la novia "elegante". |
| Kelsey Hardwick    | 1-        | Kelsey es la novia de Tom y una bailarina. Se llama a sí misma la novia "divertida".               |
| Kevin Mayers       | 1-        | Kevin es el guardaespaldas del grupo.                                                              |
| Nano Tissera       | 1-        | Nano es el mánager día a día del grupo.                                                            |
| Scoter Braun       | 1-        | Scooter es el mánager oficial del grupo.                                                           |

## Episodios
| Temporada | Temporada | Episodios | Episodios | Emisión original   | Emisión original    | Estreno en Latinoamérica | Estreno en Latinoamérica |
| Temporada | Temporada | Episodios | Episodios | Inicio             | Final               | Inicio                   | Final                    |
| --------- | --------- | --------- | --------- | ------------------ | ------------------- | ------------------------ | ------------------------ |
|           | 1         | 23        | 23        | 2 de junio de 2013 | 14 de julio de 2013 | 5 de agosto de 2013      | 1 de octubre de 2013     |

## Premios y nominaciones
| Año  | Premiación         | Categoría                     | Nominados                      | Resultado |
| ---- | ------------------ | ----------------------------- | ------------------------------ | --------- |
| 2013 | Teen Choice Awards | Estrella de Reality Masculino | The Wanted por The Wanted Life | Ganadores |